# Consistório Ordinário Público de 2022
O Consistório Ordinário Público de 2022 ocorreu na Cidade do Vaticano em 27 de agosto de 2022 sob a presidência do Papa Francisco. Neste Consistório foram criados 20 novos cardeais, dos quais 16 eleitores e 4 eméritos.

## Enquadramento

### Consistório
O Consistório Ordinário Público de 2022 foi o oitavo do pontificado do Papa Francisco. O Papa criou 20 novos cardeais, dos quais 16 eleitores e 4 eméritos (não eleitores). Neste consistório, foram criados os primeiros cardeais oriundos do Timor-Leste, Paraguai e de Singapura.
O bispo emérito de Gante, Lucas Van Looy, S.D.B, embora teve seu nome anunciado para este consistório, declinou por conta das polêmicas em torno das suas ações no combate às denúncias de assédio, no âmbito de sua diocese, quando ainda bispo diocesano.
O novo cardeal Richard Kuuia Baawobr, M.Afr, passou mal ao chegar em Roma e teve que ser hospitalizado por problemas cardíacos, não participando da solenidade mas tendo seu título divulgado.
Também foi votada a causa de canonização de dois beatos, João Batista Scalabrini, bispo de Placência, fundador da Congregação dos Missionários de São Carlos e da Congregação das Irmãs Missionárias de São Carlos Borromeo, mais conhecidos como Scalabrinianos, e Artêmides Zatti, leigo professo da Congregação Salesiana. A canonização ocorreu em 9 de outubro.
Ao final do Consistório, o Papa Francisco e os novos cardeais visitaram o Mosteiro Mater Ecclesiæ, nos Jardins Vaticanos, para se encontrarem com o Papa emérito Bento XVI, para uma breve saudação. Depois de receber sua bênção, juntamente com a de Francisco, e de terem rezado juntos o Salve Regina, os novos cardeais dirigiram-se ao Palácio Apostólico ou à Sala Paulo VI para visitas de cortesia. Foi a última vez em que os novos cardeais puderam ter uma audiência com o Papa emérito.

## Cardeais
Os prelados elevados ao cardinalado foram os seguintes:
| Nº                                | País               | Nome                                   | Idade              | Cargo                                                                   | Título ou Diaconia                                                               |
| Cardeais Eleitores                | Cardeais Eleitores | Cardeais Eleitores                     | Cardeais Eleitores | Cardeais Eleitores                                                      | Cardeais Eleitores                                                               |
| --------------------------------- | ------------------ | -------------------------------------- | ------------------ | ----------------------------------------------------------------------- | -------------------------------------------------------------------------------- |
| 1                                 | Inglaterra         | Arthur Roche                           | 72                 | Prefeito do Dicastério para o Culto Divino e Disciplina dos Sacramentos | Cardeal-diácono de São Saba                                                      |
| 2                                 | Coreia do Sul      | Lazarus You Heung-sik                  | 70                 | Prefeito do Dicastério para o Clero                                     | Cardeal-diácono de Jesus Bom Pastor em Montagnola                                |
| 3                                 | Espanha            | Fernando Vérgez Alzaga, L.C            | 77                 | Prefeito da Pontifícia Comissão para o Estado da Cidade do Vaticano     | Cardeal-diácono de Nossa Senhora da Misericórdia e Santo Adriano na Villa Albani |
| 4                                 | França             | Jean-Marc Noël Aveline                 | 63                 | Arcebispo de Marselha                                                   | Cardeal-presbítero de Santa Maria no Monte                                       |
| 5                                 | Nigéria            | Peter Ebere Okpaleke                   | 59                 | Bispo de Ekwulobia                                                      | Cardeal-presbítero de Santos Mártires de Uganda em Poggio Ameno                  |
| 6                                 | Brasil             | Leonardo Ulrich Steiner, O.F.M         | 71                 | Arcebispo de Manaus                                                     | Cardeal-presbítero de São Leonardo de Porto Maurizio na Acilia                   |
| 7                                 | Índia              | Filipe Neri do Rosário Ferrão          | 69                 | Arcebispo de Goa e Damão                                                | Cardeal-presbítero de Santa Maria em Via                                         |
| 8                                 | Estados Unidos     | Robert Walter McElroy                  | 68                 | Bispo de San Diego                                                      | Cardeal-presbítero de São Frumêncio ai Prati Fiscali                             |
| 9                                 | Timor-Leste        | Virgílio do Carmo da Silva, S.D.B      | 54                 | Arcebispo de Díli                                                       | Cardeal-presbítero de Santo Alberto Magno                                        |
| 10                                | Itália             | Oscar Cantoni                          | 71                 | Bispo de Como                                                           | Cardeal-presbítero de Santa Maria "Rainha da Paz" no Monte Verde                 |
| 11                                | Índia              | Anthony Poola                          | 60                 | Arcebispo de Hyderabad                                                  | Cardeal-presbítero de Santos Protomártires na Via Aurélia Antiga                 |
| 12                                | Brasil             | Paulo Cezar Costa                      | 55                 | Arcebispo de Brasília                                                   | Cardeal-presbítero de Santos Bonifácio e Aleixo                                  |
| 13                                | Gana               | Richard Kuuia Baawobr, M.Afr †         | 63                 | Bispo de Wa                                                             | Cardeal-presbítero de Santa Maria Imaculada de Lurdes em Boccea                  |
| 14                                | Singapura          | William Goh Seng Chye                  | 65                 | Arcebispo de Singapura                                                  | Cardeal-presbítero de Santa Maria "Rainha da Paz" em Ostia Mare                  |
| 15                                | Paraguai           | Adalberto Martínez Flores              | 71                 | Arcebispo de Assunção                                                   | Cardeal-presbítero de São João na Porta Latina                                   |
| 16                                | Mongólia           | Giorgio Marengo, I.M.C                 | 48                 | Prefeito Apostólico de Ulaanbaatar                                      | Cardeal-presbítero de São Judas Tadeu Apóstolo                                   |
| Cardeais Eméritos (não eleitores) |                    |                                        |                    |                                                                         |                                                                                  |
| 17                                | Colômbia           | Jorge Enrique Jiménez Carvajal, C.I.M. | 80                 | Arcebispo emérito de Cartagena                                          | Cardeal-presbítero de Santa Doroteia                                             |
| 18                                | Itália             | Arrigo Miglio                          | 80                 | Arcebispo emérito de Cagliari                                           | Cardeal-presbítero de São Clemente                                               |
| 19                                | Itália             | Gianfranco Ghirlanda, S.J              | 80                 | Reitor emérito da Pontifícia Universidade Gregoriana                    | Cardeal-diácono de Santíssimo Nome de Jesus                                      |
| 20                                | Itália             | Fortunato Frezza                       | 80                 | Cônego da Basílica de São Pedro                                         | Cardeal-diácono de Santa Maria em Via Lata                                       |
| Renunciou a nomeação              |                    |                                        |                    |                                                                         |                                                                                  |
| —                                 | Bélgica            | Lucas Van Looy, S.D.B                  | 80                 | Bispo emérito de Gante                                                  |                                                                                  |